# 西王駅
西王駅（さいおうえき、中国語：西王站、英語：Xiwang Station）は河北省石家庄市橋西区にある石家荘地下鉄1号線の終着駅。石家荘地下鉄の中でも、最も西端にある駅である。2017年6月26日に、1号線の開業とともに供用開始された。

## 位置
西王駅は石家荘市橋西区の中山西路と長興街の交差点にある。

## 駅構造
島式ホーム1面2線の地下駅。
| 地上     | 出入口     | A、B、D出入口                        |
| 地下一階 | 駅ロビー   | 券売機                               |
| 地下二階 | 線路       | ■1号線（終点）                       |
| 地下二階 | 島式ホーム |                                      |
| 地下二階 | 線路       | ■1号線 福沢方面 （次の駅：時光街駅） |

## 出入口
出入口は3つ使用されている。
| 出入口番号 | 出入口がある場所、その周辺                                 |
| ---------- | ---------------------------------------------------------- |
| 出口 · A   | 中山西路（北側）、西王公交枢紐                             |
| 出口 · B   | 中山西路（南側）、河北地砿建設工程集団公司三公司           |
| 出口 · D   | 中山西路（北側）、石家庄総合地質大隊公寓、地質職工大学宿舍 |

## 隣の駅
石家荘地下鉄
■1号線
西王駅 - 時光街駅